# Alejandro Almendras
Alejandro Durano Almendras (Danao, 27 de febrero de 1919-4 de agosto de 1995) fue un político y militar filipino, que se desempeñó como Senador de Filipinas y Gobernador de la ahora extinta Provincia de Dávao.

## Temprana edad y educación
Almendaras nació en Danao, Cebú, el 27 de febrero de 1919, hijo de Paulo Almendras y de Elisea Mercado Durano. Realizó sus estudios secundarios en el Instituto Provincial de Cebú, concluyéndolos en 1938. Asistió a la Universidad del Lejano Oriente y estudió ingeniería aeronáutica, pero sus estudios se vieron interrumpidos por la Segunda Guerra Mundial. Después de la guerra, Almendras volvió a sus estudios y asistió a la Universidad de Mindanao en la ciudad de Dávao.

## Segunda Guerra Mundial
Almendras se alistó en el Cuerpo Aéreo del Ejército de Filipinas durante la Segunda Guerra Mundial. Tras la rendición de las Fuerzas Armadas de los Estados Unidos en el Lejano Oriente (USAFFE), regresó a Cebú y sirvió en la resistencia bajo el mando del Coronel James M. Cushing. A los 23 años, Almendras fue nombrado comandante del 88.º Regimiento de Infantería del Comando del Área de Cebú. Tras el fin de la guerra, Almendras recibió el premio de Veterano Destacado en 1958 por su contribución al país durante la guerra.

## Carrera política
En 1951, Almendras, que en ese momento era estudiante de Derecho de tercer año en la Universidad de Mindanao, se postuló para gobernador de Dávao, enfrentándose al titular Ricardo D. Miranda, del Partido Liberal, quien había asumido en 1948 y era el primer gobernador electo tras el fin de la Segunda Guerra Mundial. Almendras resultó elegido, convirtiéndose así en el gobernador más joven del país, para ser reelegido en 1955. Almendras siguió siendo gobernador hasta 1958, cuando fue sucedido por  Vicente Duterte. La Asociación de Corresponsales Extranjeros de Filipinas le otorgó el premio de "Gobernador Destacado".
Para las elecciones senatoriales de 1959, Almendras fue nombrado como parte de la lista al Senado del Partido Nacionalista, que gobernaba el país en ese momento durante la presidencia de Carlos P. García. El 8 de mayo de 1959, meses después de haber sido nombrado parte de la lista, Almendras fue nombrado como primer secretario del Departamento de Servicios Generales por el presidente García. A principios de febrero de 1959, fue nombrado como "miembro más destacado del gabinete" por la Confederación de Veteranos Filipinos.
En las elecciones de 1959, el 10 de noviembre, Almendras fue elegido senador como octavo Senador de la lista. Fue reelegido en 1971, y ocupó el cargo hasta 1972. Después de la declaración de la Ley Marcial por parte de Ferdinand Marcos, Almendras se convirtió en miembro del Interim Batasang Pambansa, en representación del sur de Mindanao, o Región XI. Ocupó el cargo durante toda la existencia del organismo, entre el 12 de junio de 1978 hasta el 5 de junio de 1984.

## Muerte y legado
Almendras falleció el 4 de agosto de 1995, debido a una prolongada enfermedad. Los senadores de la 10.º legislatura del Congreso de Filipinas le acreditaron la aprobación de la Ley de la República 3018, que nacionalizó la industria del arroz y el maíz, y la ley responsable de la fundación del Banco de Veteranos. El entonces Presidente de la Cámara, José de Venecia Jr., destacó su papel para la partición de la Provincia de Dávao, que, dijo, trajo el desarrollo socioeconómico en el área que antes era parte de la Provincia.

## Vida personal
Almendras estaba casado con Caridad Cabahug, nativa de Borbón, con quien tuvo siete hijos.